# Alfredo Ferraresi
Alfredo Luis Ferraresi (Buenos Aires, 1932 - ibídem, 2 de marzo de 2013) fue un dirigente sindical argentino que se destacó como líder de los trabajadores de farmacia. Fue militante del Peronismo de Base. Integró la Resistencia Peronista (1955-1973), fue uno de los fundadores de la CGT de los Argentinos en 1968 y activista de derechos humanos durante la dictadura que tomó el poder en 1976. De regreso a la Argentina, fue uno de los líderes de la Comisión de los 25 que expresó la resistencia sindical a la dictadura. En la década de 1990, fue elegido secretario general del sindicato de empleados de farmacia, cargo que desempeñaba al fallecer. Adhirió al kirchnerismo desde su inicio en 2003. Su hijo, Jorge Ferraresi, fue elegido intendente de Avellaneda en 2011.

## Biografía
Alfredo Ferraresi nació en 1932 en un conventillo del barrio de La Boca.
Adhirió al peronismo desde sus inicios, cuando era un niño participó de las movilizaciones que se realizaron en su barrio durante el 17 de octubre de 1945. Comenzó a trabajar en una importante farmacia de La Boca en 1946, y ese año se afilió al sindicato de empleados de farmacia (ADEF), en el que comenzó a militar en 1948. En su trabajo de cadete le tocó ir varias veces a la Presidencia de la Nación, a llevar medicamentos a Perón y Evita. En el barrio, al enterarse, los vecinos le encomendaban notas para que se las entregara a Evita.
Cuando el presidente Juan D. Perón fue derrocado por el golpe militar de 1955, Ferraresi, junto a otros jóvenes sindicalistas peronistas como Jorge Di Pascuale, Horacio Mujica y José Manuel Azcurra se sumó a la Resistencia Peronista en la clandestinidad y formó parte de una nueva camada sindical que buscó reconquistar los sindicatos intervenidos por los militares, desde una acción de base.
En 1957, la dictadura militar permitió elecciones en el intervenido Sindicato de Empleados de Farmacia. Ferraresi y sus compañeros organizaron la Agrupación "22 de diciembre" (Lista Blanca), que llevó como candidato a Secretario General a Di Pascuale, logró el triunfo luego de tres elecciones consecutivas (en mayo, julio y septiembre), ya que la intervención militar se negaba a entregar el gremio a los vencedores por su filiación peronista. Ese núcleo combativo de Farmacia, se volvería uno de los más activos del sindicalismo argentino. 
En 1959 tuvo participación significativa en la huelga del Frigorífico Lisandro de la Torre.
En 1968, durante la dictadura de Onganía, fue uno de los impulsores de la creación de la CGT de los Argentinos, liderada por Raimundo Ongaro y de la que Di Pascuale fue secretario adjunto. La CGT de los Argentinos, llevó adelante una política de oposición frontal a la dictadura en la línea de la liberación nacional. Participa en el surgimiento del ala revolucionaria del peronismo con el Primer Plenario del Peronismo Revolucionario, en 1968, convocado por Alberte, Rearte y Cooke (de quien fue amigo personal), realizado en la sede del sindicato en Buenos Aires. En julio de 1969 la dictadura intervino el sindicato y encarcela a Ferraresi y a Di Pascuale. Poco después, también durante la dictadura de la autodenominada Revolución Argentina, integró la Coordinadora contra la Represión que denunció los fusilamientos de la Masacre de Trelew en 1972.
En 1976 la dictadura militar secuestró a los sindicalistas farmacéuticos Jorge Di Pascuale (sus restos fueron hallados en 2009), José María Mujica y luego Dora Gambone. Ferraresi impulsó la campaña internacional por la aparición con vida de los sindicalistas detenidos-desaparecidos. Fue uno de los líderes de la Comisión de los 25 que expresó la resistencia sindical a la dictadura y uno de los organizadores de la histórica primera huelga general de 1979.
Adherente a la corriente internacional del sindicalismo cristiano (CMT-CLAT), en 1982 fue uno de los fundadores de la Federación Latinoamericana de Trabajadores del Comercio, Oficinas y Servicios, siendo electo como Secretario Ejecutivo para el Cono Sur.
En 1994 ADEF es parte activa de la fundación del Movimiento de Trabajadores Argentinos (MTA). En 2001 fue elegido secretario general del sindicato de empleados de farmacia, cargo que desempeñaba al momento de fallecer. Adhirió al kirchnerismo desde su inicio en 2003.  Fue un activo colaborador en la creación de las juventudes políticas que surgieron a partir de la muerte de Néstor Kirchner, hoy en día la Unidad Básica de la JP Identidad de Morón lleva su nombre. Su hijo, Jorge Ferraresi, fue elegido intendente de Avellaneda.